# Max Schmitz

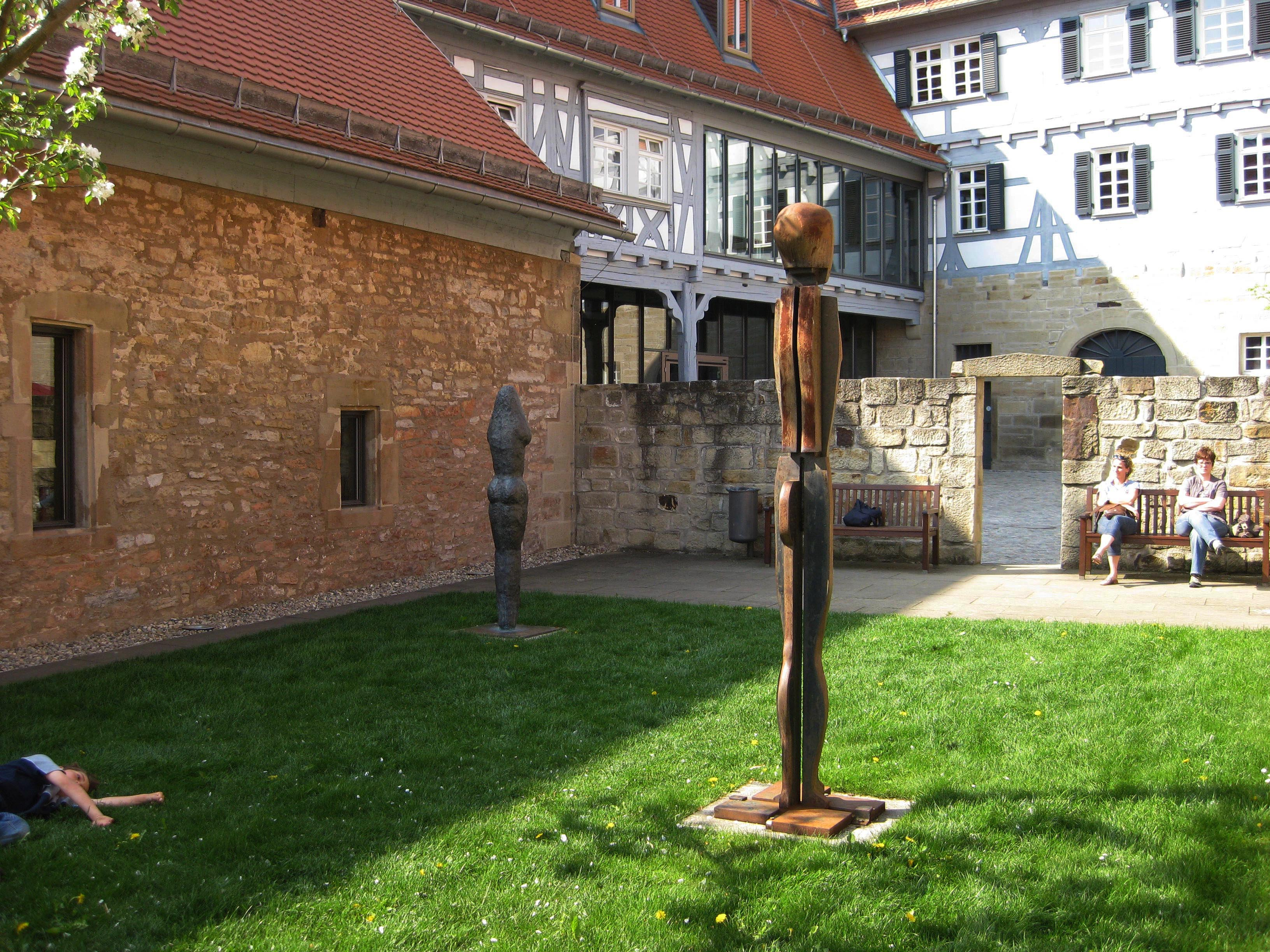
Conformation Mensch, Bietigheim-Bissingen

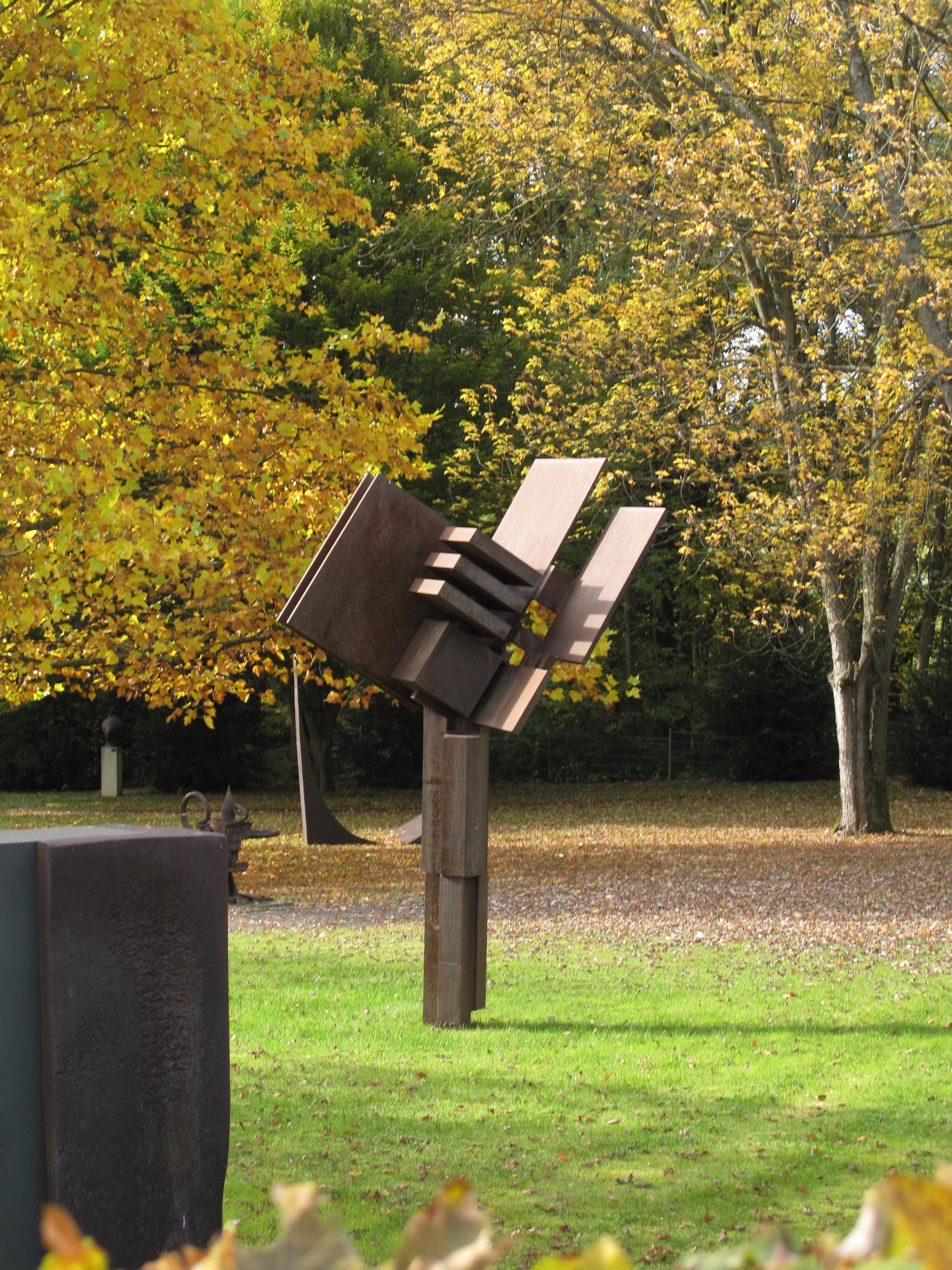
Skulptur o.d., 1977 Skulpturenpark-Sammlung-Domnick-Nürtingen

Max Schmitz (* 1936 in Oberhausen, Nordrhein-Westfalen) ist ein deutscher Bildhauer.

## Leben und Werk
Schmitz studierte von 1958 bis 1959 Kunstgeschichte, Ägyptologie und Philosophie an der Universität München und besuchte von 1959 bis 1962 die Kunstakademie Karlsruhe. Er studierte unter anderem bei Professor Fritz Klemm und Hans Kindermann. Im Jahr 1963 war er Assistent des Bildhauers Wilhelm Loth. Von 1963 bis 1965 studierte er Bildhauerei bei Rudolf Hoflehner an der Staatlichen Akademie der Bildenden Künste Stuttgart und Politologie bei Golo Mann an der Technischen Hochschule Stuttgart. Von 1965 bis 1967 war er Assistent bei Rudolf Hoflehner.
Schmitz war ab 1973 Mitglied im Deutschen Künstlerbund und ab 1975 im Künstlerbund Baden-Württemberg. Seit 1984 ist er Mitglied der Künstlergruppierung Konstruktive Tendenzen und 1997 war er mit den Künstlern Ingrid Dahn und David D. Lauer Mitbegründer der Gruppe Ataraxia.
Schmitz war von 1969 bis 1999 als Kunsterzieher im Albert-Schweitzer-Gymnasium in Leonberg tätig.
Der Künstler wohnt und arbeitet in Leonberg-Warmbronn und La Orotava auf Teneriffa.

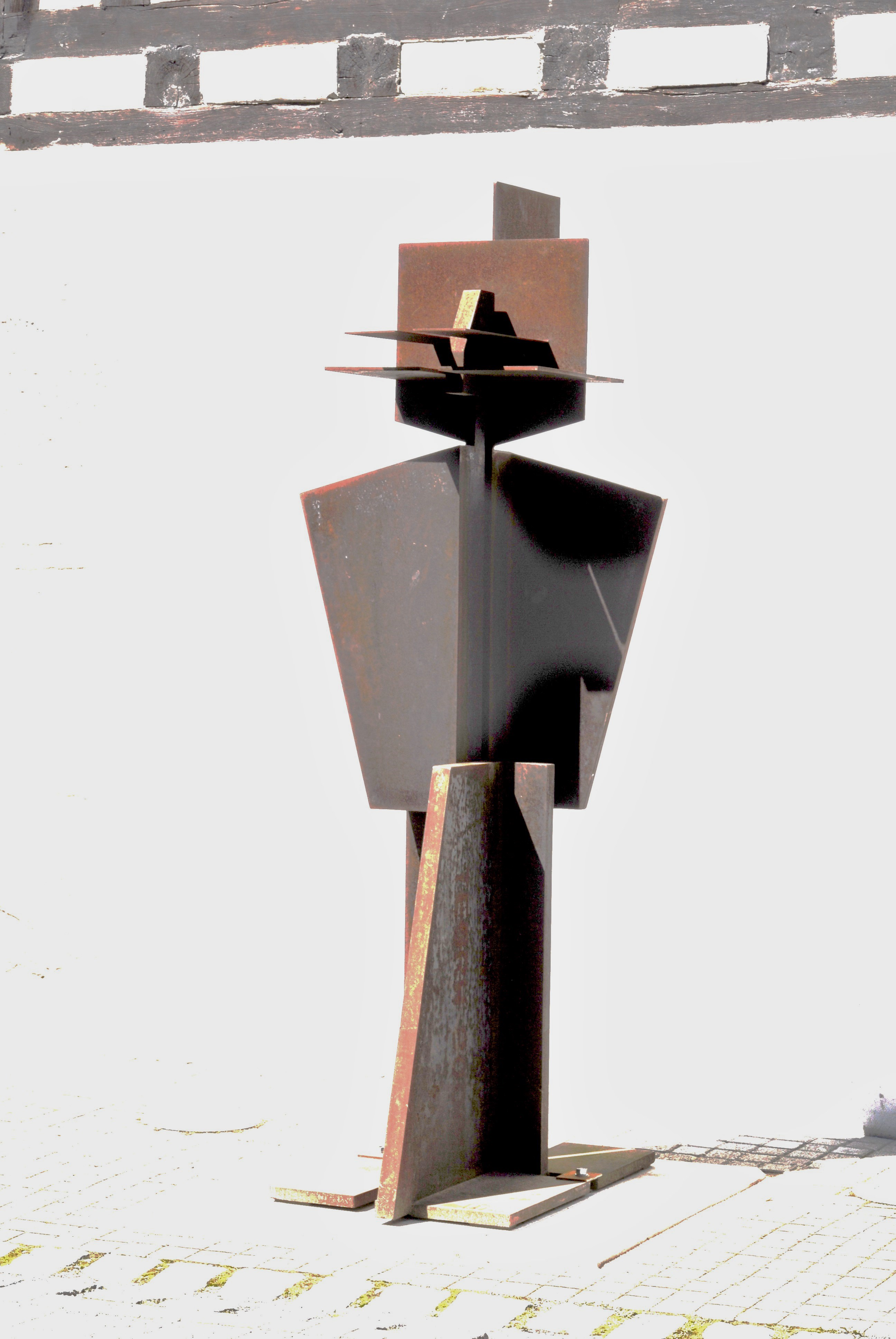
Koordinator 1991, Cortenstahl, 256 cm
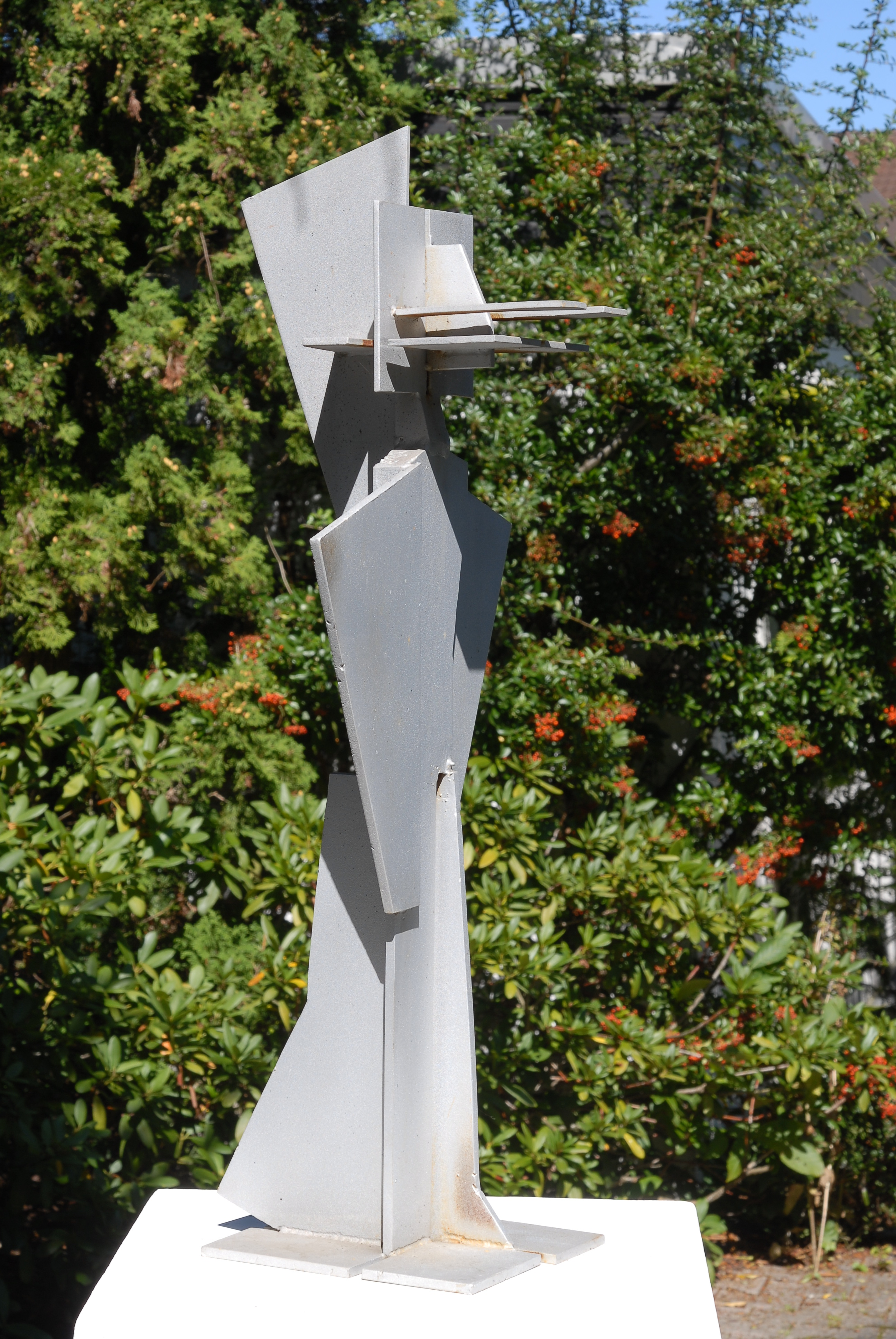
Koordinator 1994, Stahl, 79 cm
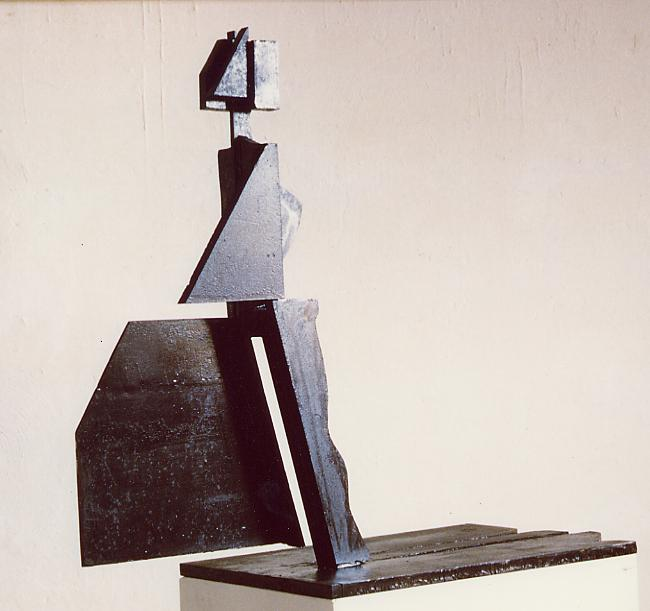
Gehen 1998, Cor-ten-Stahl, 90 cm
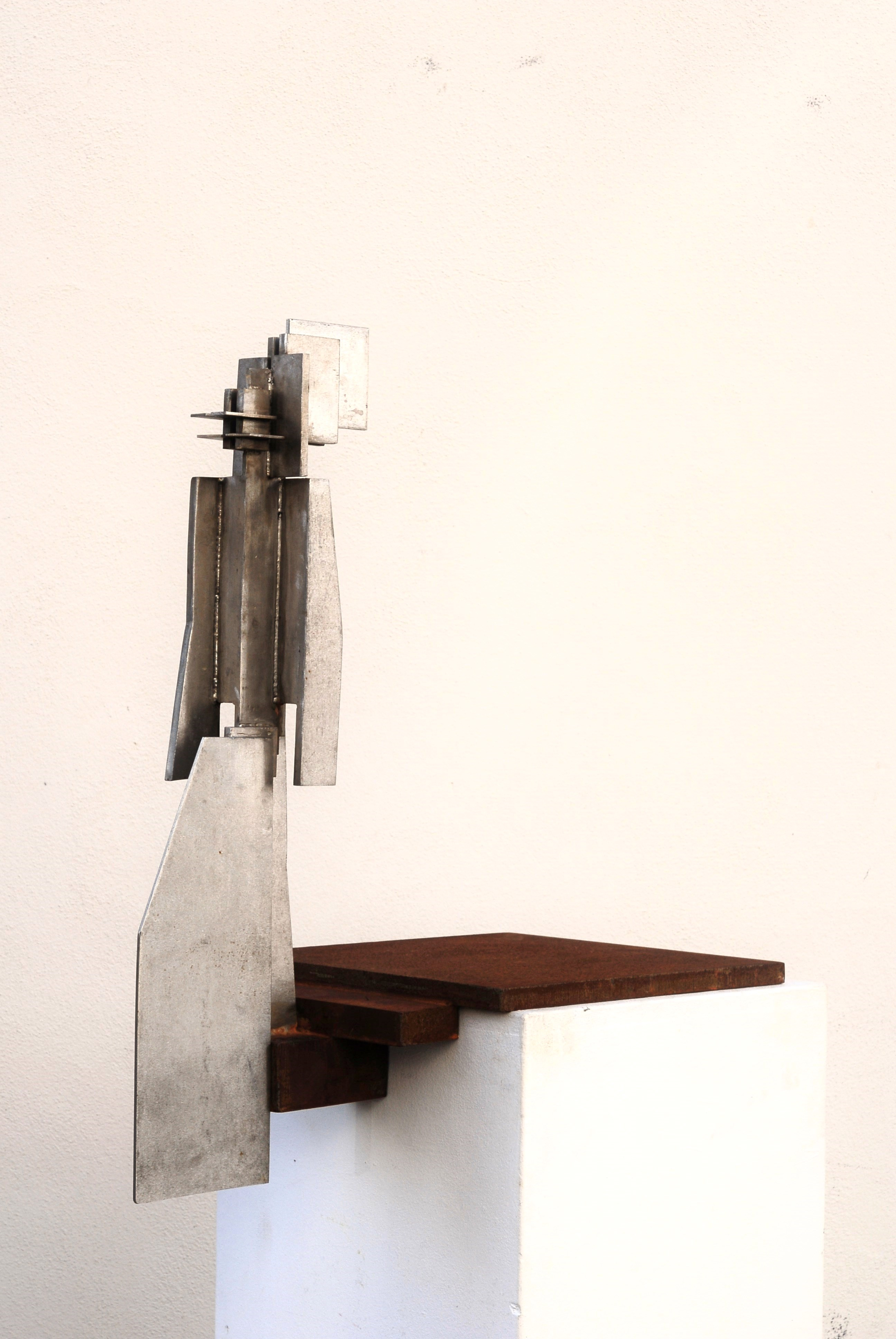
Hin ohne Grund 2005, Cortenstahl, 370 cm
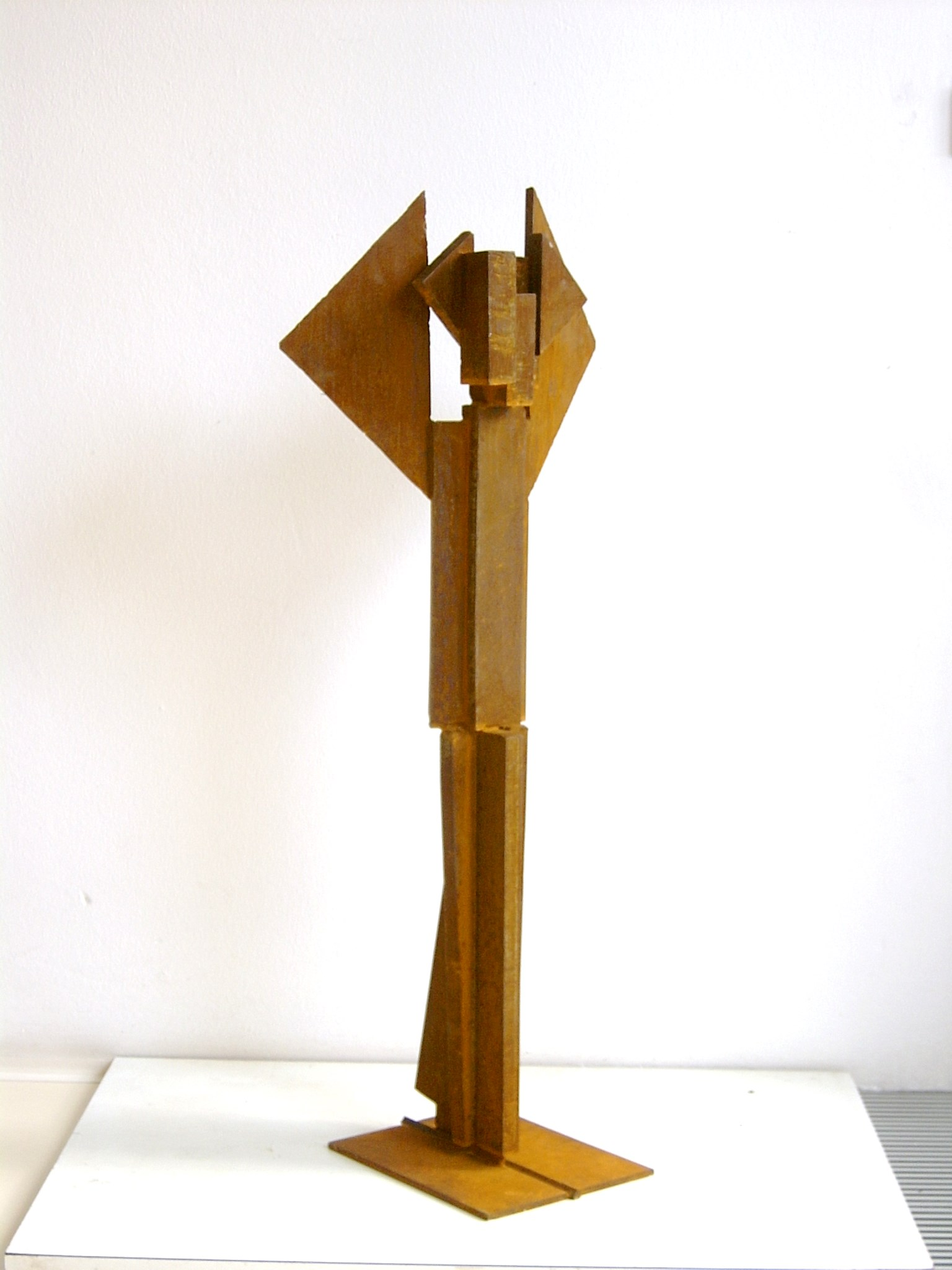
Apollo Musagete 2002, Cortenstahl, 256 cm
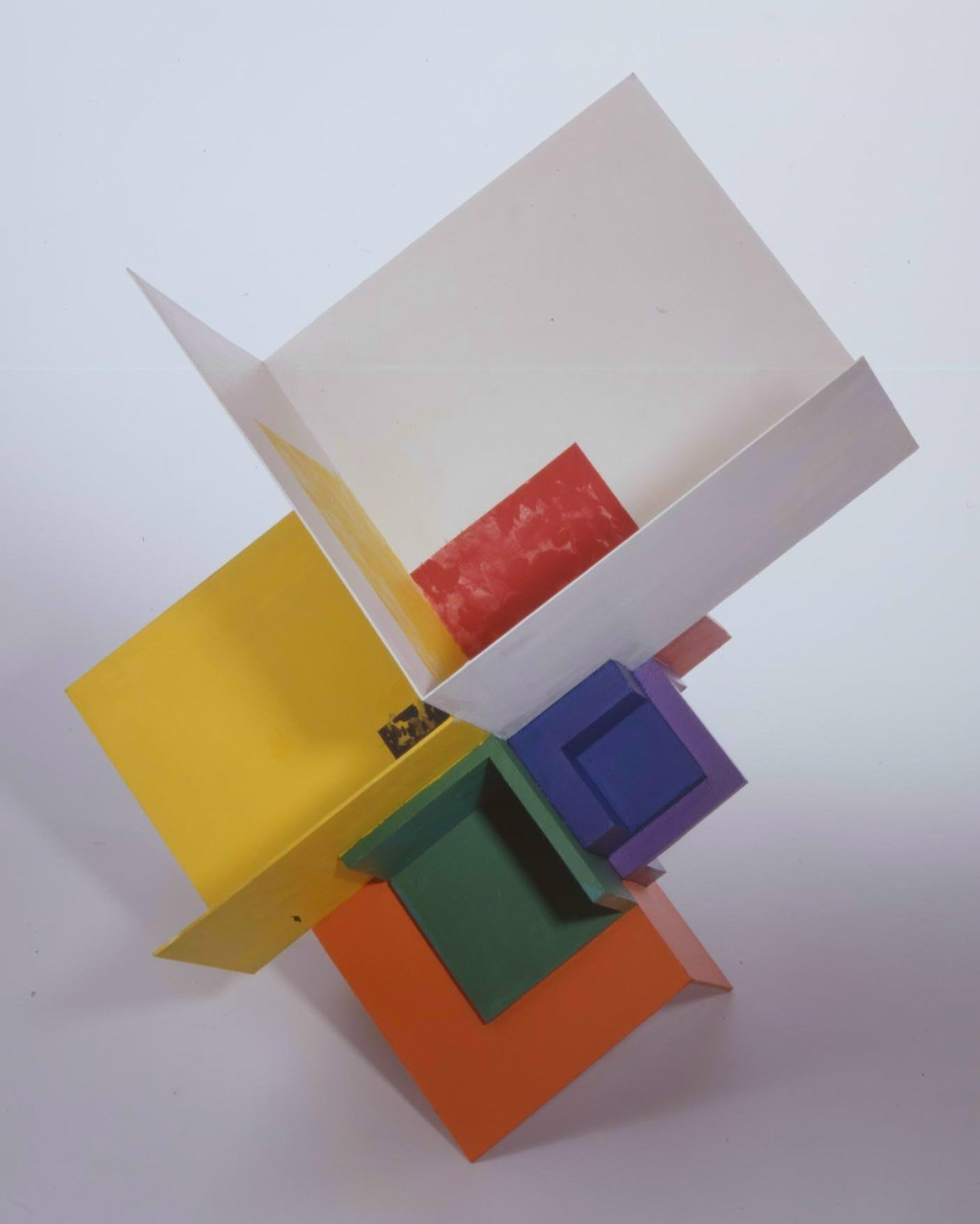
Cube en Fleur, Stahl, 71 cm
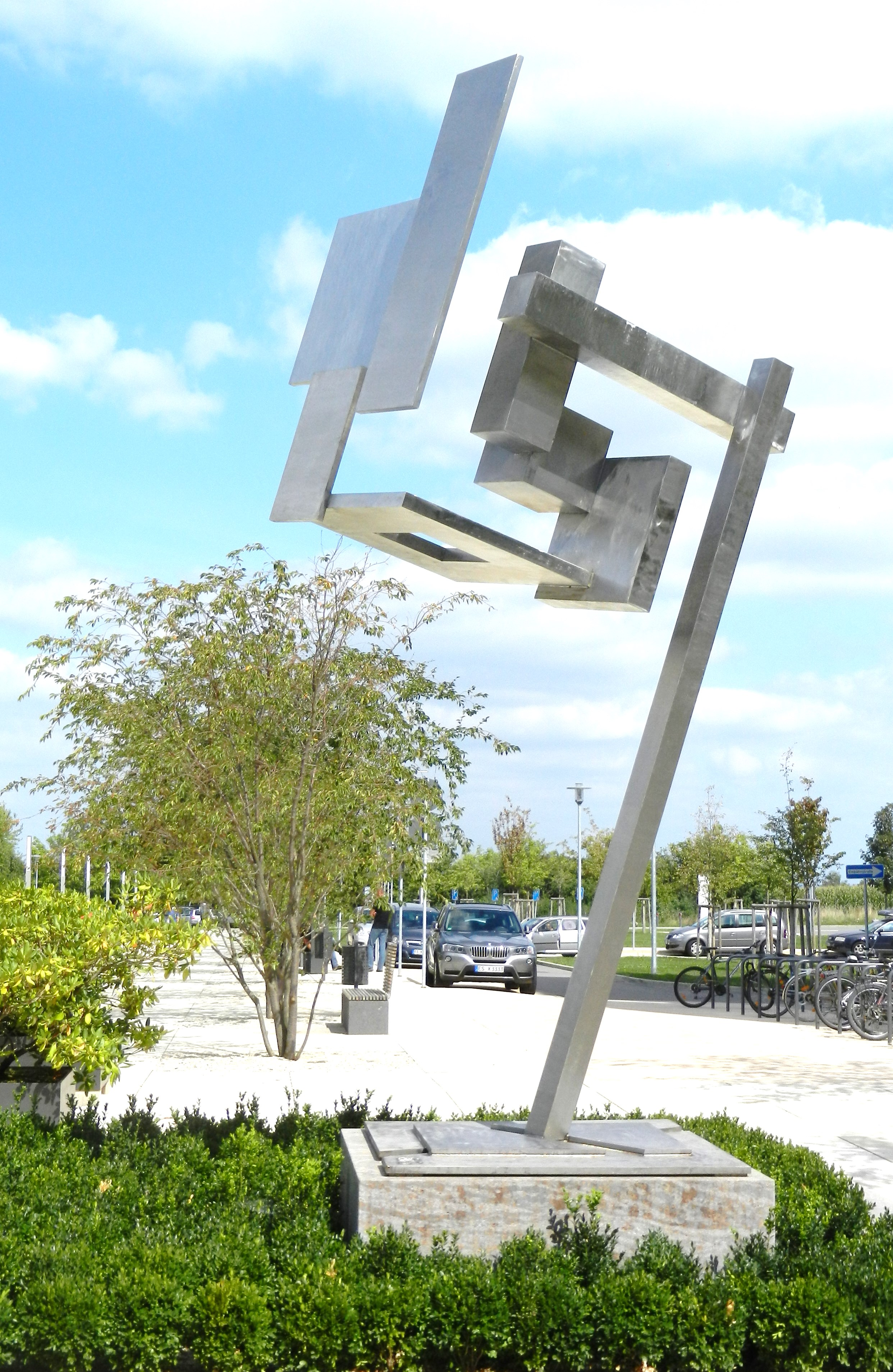
Phönix 2005-6, Edelstahl, 370 cm
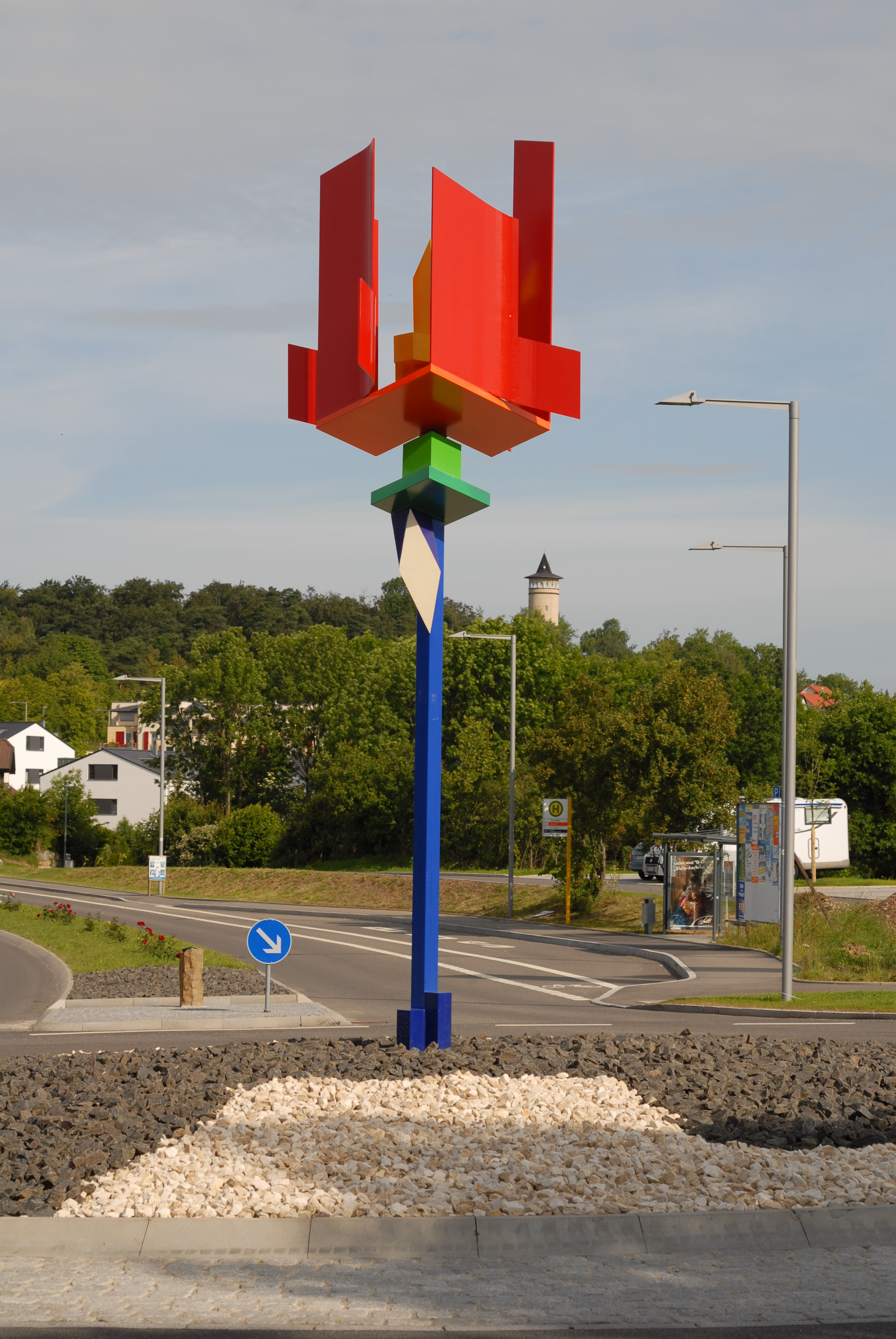
Florescanda 2002, Stahl, 660 cm (Leonberg)
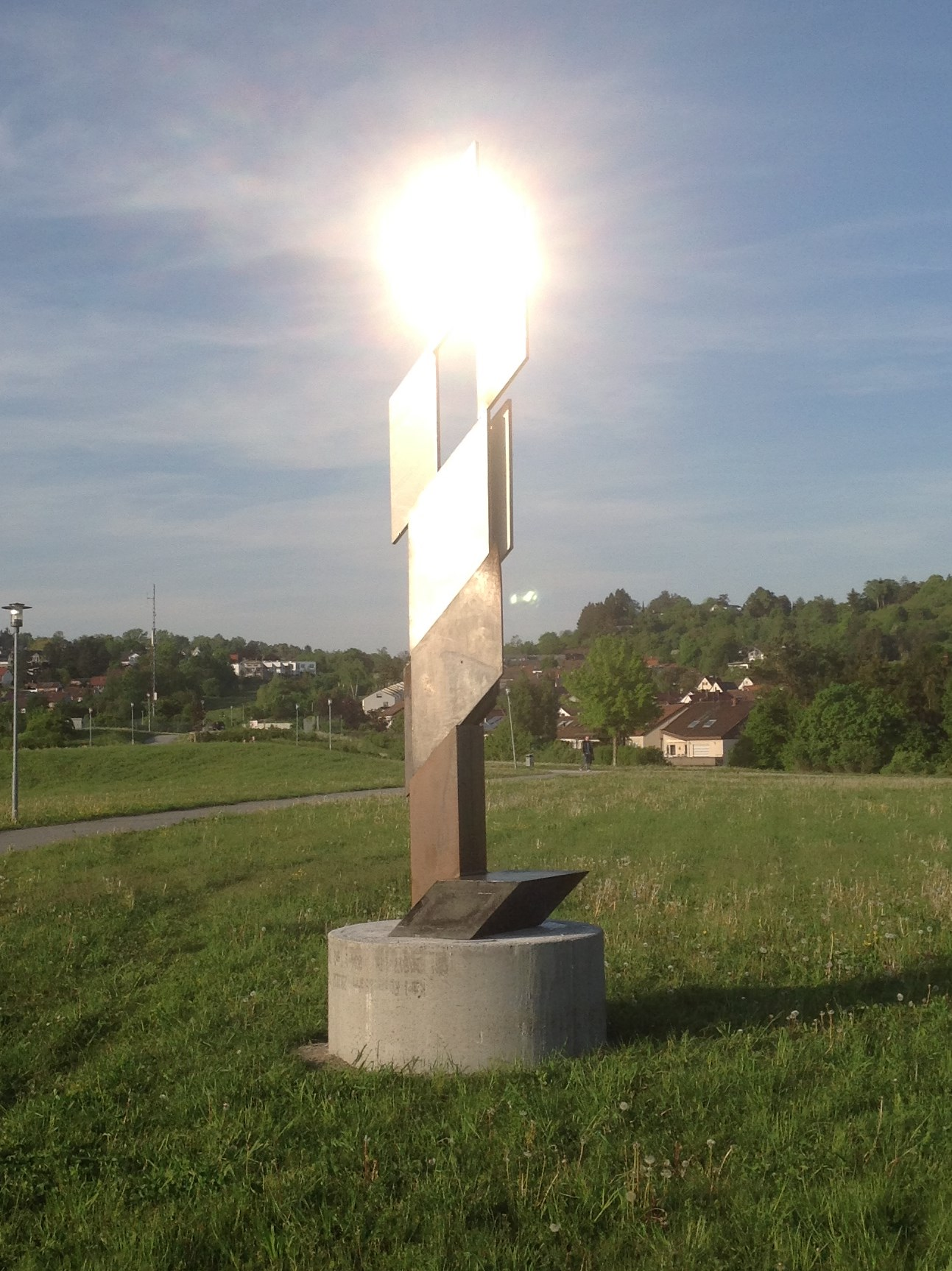
Sublimation 2012–13, Stähle, 420 cm (Leonberg)

## Werke in der Sammlung Domnick
Die Werke von Max Schmitz machen einen beträchtlichen Teil des Kunstmuseums Sammlung Domnick aus, das der Kunstsammler Ottomar Domnick (1907–1989) in Nürtingen stiftete:
- Skulpturen im Museumsgebäude:
  - Hammer Kopf (1963)
  - Kopf als Waffe (1965)
  - Modell Syrinx (1965)
  - Modell Skulptur O.D. (Ottomar Domnick) (1977)

- Skulpturen im Skulpturenpark der Sammlung Domnick:
  - Analytischer Kopf (1965)
  - Skulptur O.D. (1977)
  - Koordinatenkopf (1978)
  - Felder eines Menschen in Bewegung (1979)
  - Syrinx (1979)

## Werke im öffentlichen Raum (Auswahl)
- Koordinator, Cortenstahl, Essen (öffentlich zugänglicher Privatbesitz), 1969–70
- Großer Koordinator, Cortenstahl, Esslingen am Neckar, Park der Villa Merkel, 1973
- Dimension Mensch, Cortenstahl, Militärkrankenhaus Ulm, 1977
- Koordinator statisch, Cortenstahl, Sulzfeld (private Leihgabe, öffentlich zugänglich), 1978
- Conformation Mensch (1983/85), Innenhof des Bietigheimer Schlosses in Bietigheim-Bissingen
- Würfel in Entfaltung, Stahl, Leonberg, 1985
- Figur in Progress, Cortenstahl, Weingarten, 1987
- Großer Koordinatenkopf in Schrägstellung[2] (1991) – unter anderem ist er ausgestellt worden in einer Ausstellung in Korb und Am Venusberg in Aidlingen (2002)
- Wir, Stahl, Stadt Essen-Borbeck, 1993[3]
- Metamorphose Papillon, Stahl farbig gefasst, Stuttgart ehemaliger Westbahnhof (private Leihgabe, öffentlich zugänglich), 1996
- Metamorphose eines Winkelprofils, Stahl, Schwetzingen (öffentlich zugänglicher Privatbesitz), 2000
- Pax, Stahl und Edelstahl, Nagold-Rohrdorf (öffentlich zugänglicher Privatbesitz), 2001
- XeniaIII, Stahl, Stadt Öhringen (Leihgabe)
- Florescanda, farbig gefasste Stahlskulptur, Verkehrskreisel am Ortseingang der Stadt Leonberg, 2009